# 고보시
고보시(일본어: 御坊市)는 일본 와카야마현 중부에 있는 시이다. 와카야마현 기추·히다카 지역의 핵심 도시이다. 또 구마노 고도에도 위치한다.

## 지리
와카야마현 해안선의 거의 중간인 히다카강 하구에 위치한다. 남북으로 긴 지형으로 기이 수도와 접한 부분은 거의 평탄하지만 동부는 산지인 곳도 있다. 쿠로시오 해류의 영향으로 연중 온난 다습하며 겨울에도 서리가 내리는 경우가 거의 없다.

## 역사
- 1889년 4월 1일 - 정촌제 시행과 함께 히다카군에 고보촌 등 37개 촌이 성립하였다.
- 1897년 2월 1일 - 히다카군 고보촌이 정으로 승격해 고보정이 되었다.
- 1954년 4월 1일 - 히다카군 고보정을 포함한 1정 5촌이 합병하면서 시로 승격해 고보시가 되었다.

## 교통

### 철도
- 서일본 여객철도 기세이 본선(기노쿠니선)
  - (← 히다카군 히다카가와정) - 도조지역 - 고보역 - (히다카군 히다카정 →)
- 기슈 철도(일본어판) 기슈 철도선
  - 고보역 - 가쿠몬역 - 기이고보역 - 시야쿠쇼마에역 - 니시고보역

### 도로
- 한와 자동차도
- 국도 제42호선
- 국도 제425호선 (일본)(일본어판)

## 인구
| 연도 | 인구   | ±%     |
| ---- | ------ | ------ |
| 1960 | 30,700 | —      |
| 1970 | 30,573 | −0.4%  |
| 1980 | 30,393 | −0.6%  |
| 1990 | 29,133 | −4.1%  |
| 2000 | 28,034 | −3.8%  |
| 2010 | 26,106 | −6.9%  |
| 2020 | 23,481 | −10.1% |